# Batalla de Cedynia
En la Batalla de Cedynia o Zehden, un ejército de Mieszko I de Polonia derrotó a las fuerzas de Hodo u Odo I de Lusacia el 24 de junio de 972, cerca del río Oder. Se discute en la investigación moderna si la batalla realmente tuvo lugar cerca de la ciudad moderna de Cedynia.
Mieszko I, el primer gobernante documentado de Polonia con sede en la Gran Polonia, había realizado una exitosa campaña en el área de Cedynia, entonces un territorio tribal eslavo occidental también codiciado por el emperador del Sacro Imperio Romano Otón I y los nobles alemanes. Si bien las diferencias de Mieszko con Otón I se resolvieron mediante una alianza y el pago de un tributo a este último, los nobles que Otón I había investido en la primera Marcha Sajona Oriental , especialmente Odo I, atacaron a Mieszko. La batalla se dio para determinar quien poseería la zona, si Mieszko u Odo. Los informes de la batalla son escasos. Fue brevemente descrita por el cronista Thietmar de Merseburg (975-1018), cuyo padre participó en la batalla (Chronicon II.19), y mencionada por Gallus Anonymus en el siglo XII en la Gesta principum Polonorum . [cita requerida]